# (2697) Albina
Albina és l'asteroide número 2697. Va ser descobert per l'astrònoma Bel·la Burnaixeva des de l'observatori de Nauchnyj, el 9 d'octubre de 1969. La seva designació provisional era 1969 TC3.